# Banburys
Banburys is een warenhuis aan Barnstaple in het Engelse graafschap Devon. Het warenhuis is actief sinds 1925.  

## Geschiedenis
Banburys is een familiebedrijf in Barnstaple in Noord-Devon, dat zijn oorsprong vindt in 1925. Het werd opgericht door Arthur Banbury, een juweliersvertegenwoordiger uit Colchester, samen met twee partners. Deze partners waren Mr. Horwood, eigenaar van een stoffenhandel in Colchester, en Mr. Brand, een lokale investeerder uit Barnstaple. Het bedrijf begon als een textielwinkel aan de High Street van Barnstaple, waar Arthur en zijn vrouw Gwendoline boven de winkel woonden.
In de beginjaren was Banburys bekend om zijn grote etalages met messing kozijnen, die een derde van de winkelruimte besloegen. De winkel bood een breed scala aan producten, waaronder hoeden, stoffen, lingerie en meubels. De klanten konden hun rekening jaarlijks betalen. Dit deden ze vaak tijdens de jaarlijkse kermis van Barnstaple, waarbij ze werden getrakteerd op een lunch in de winkel.
Na de Tweede Wereldoorlog traden de zonen van Arthur, Robert, David en Richard, toe tot het bedrijf. In de jaren 1970 moest het bedrijf moderniseren om mee te kunnen komen in de veranderende retailomgeving. In 1982 werd de winkel uitgebreid en gemoderniseerd, waarbij de winkel veranderde van een traditionele textielwinkel tot een modern warenhuis.
Banburys opende in 1989 een filiaal in Tiverton door de overname van Eastmond & Son Ltd., een warenhuis dat bestond sinds 1900. Het warenhuis werd grondig gerenoveerd en daarna omgedoopt tot Banburys.
De winkel in Barnstaple werd in 2005 uitgebreid met ca. 750 m², hetgeen een verdubbeling van de oppervlakte betekende.
In 2025 vierde Banburys zijn 100-jarig jubileum met een speciale tentoonstelling in het Museum van Barnstaple en Noord-Devon, waarin de geschiedenis van het warenhuis werd belicht.